# Simbolisme judaic

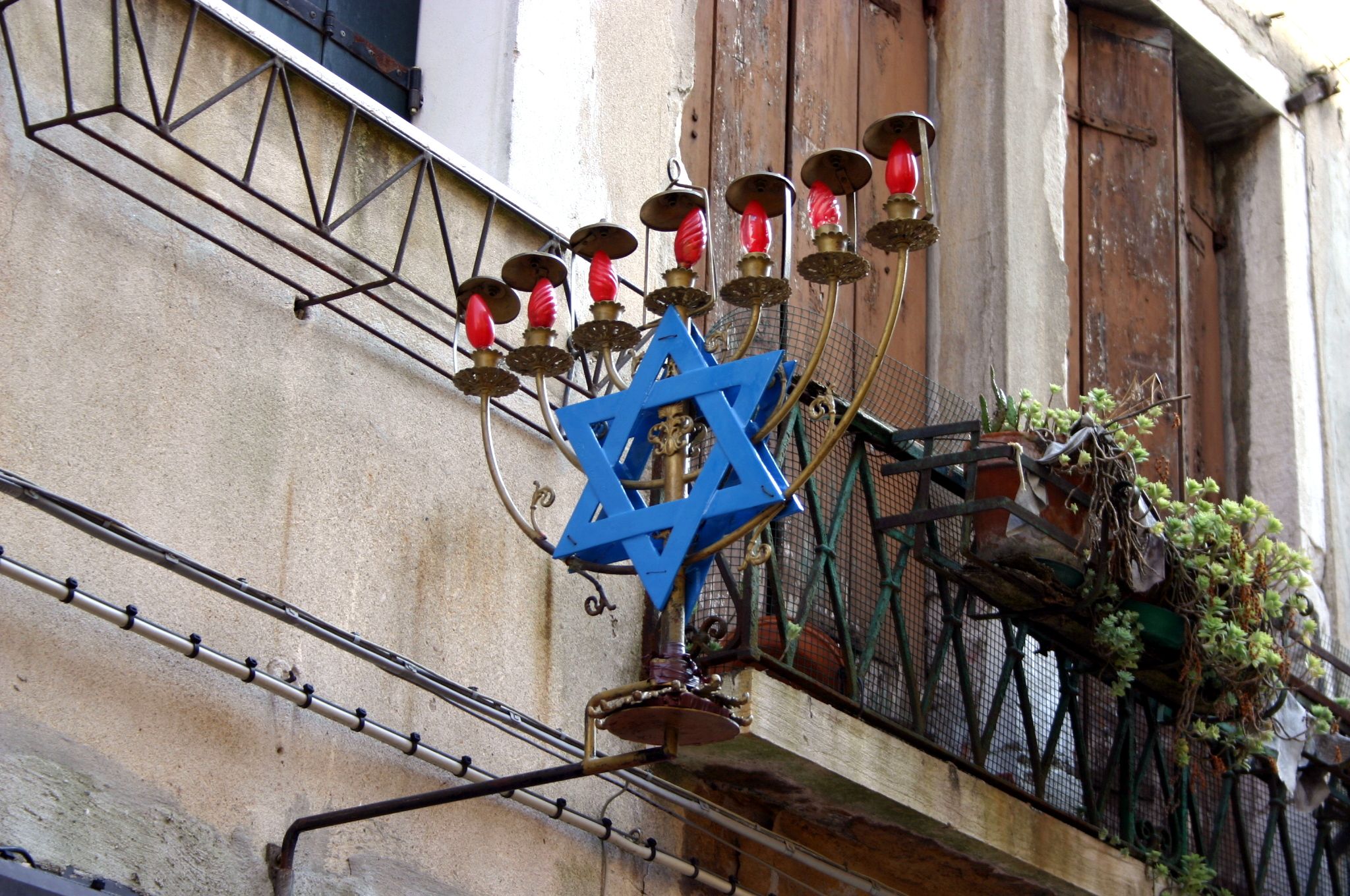
Insígnia d'una botiga jueva a Venècia

El simbolisme judaic religiós es denota de manera visible la relació entre Déu i l'home. A la religió jueva hi ha molts símbols, entre els quals hi ha:

## Estrella de David
L'estrella de David, també anomenada escut de David o segell de Salomó, és un dels símbols del judaisme. Tot i que tradicionalment el distintiu religiós del culte jueu va ser la menorà, el canelobre ritual de set braços, l'emblema, compost per dos triangles equilàters superposats formant una estrella de sis puntes, es va emprar sovint per distingir les comunitats i districtes reservats per als jueus (calls) a partir de l'edat mitjana i també a la Segona Guerra Mundial.

## Quipà

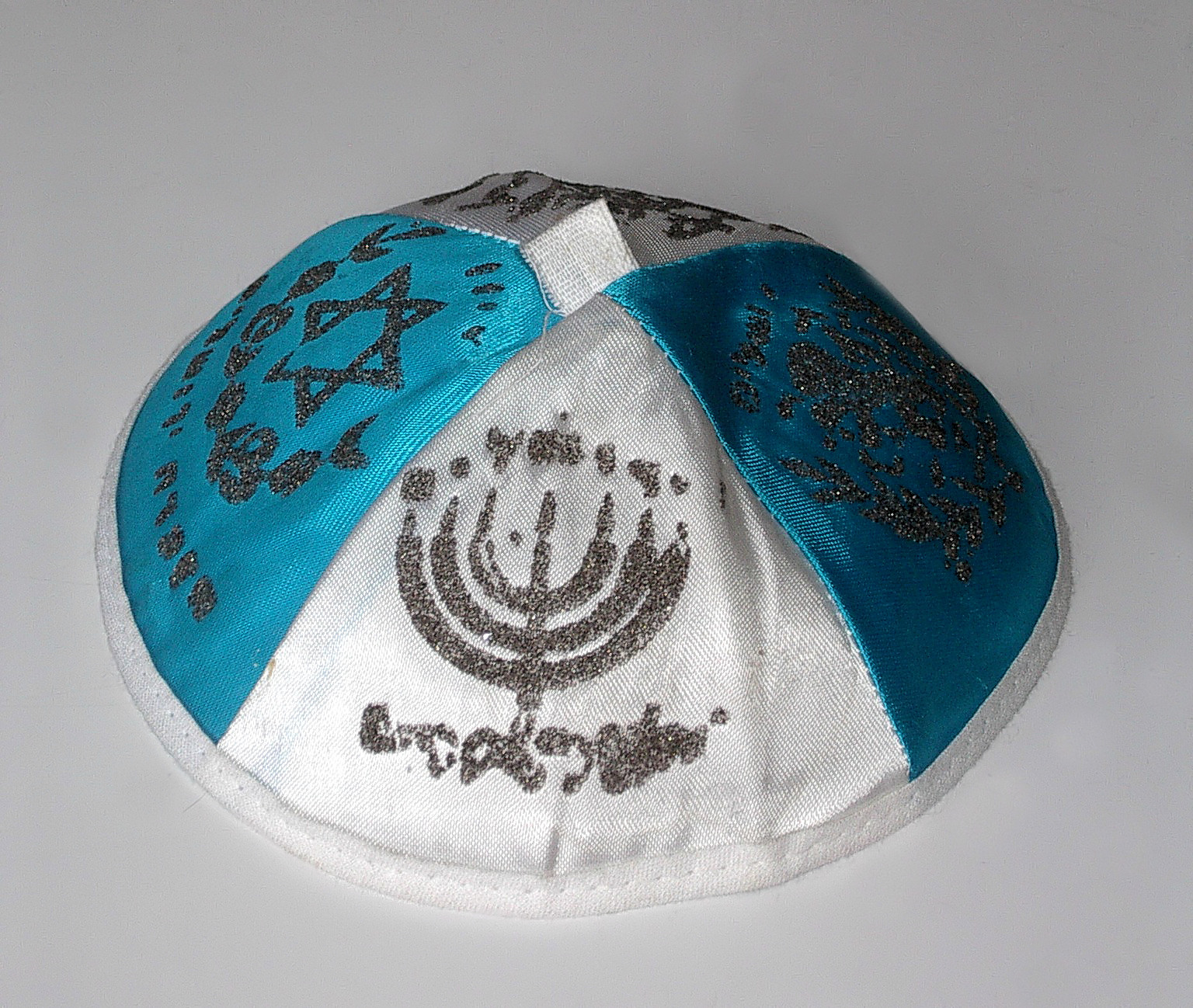
Quipà

La quipà (de l'hebreu כִּפָּה qippà: volta, cúpula) és un casquet utilitzat pels homes jueus. No està prescrit per la llei bíblica, però s'entén que l'home ha de portar un pes sobre el seu cap per recordar que Déu està sobre ell i per abaixar la supèrbia humana. Maimònides va condemnar el cap descobert perquè considerava que era una frivolitat. En el segle xi, aquest pensador jueu andalusí va fer un intent de racionalitzar la fe judaica, que passava per la seva reconstrucció i per explicar-la a la llum de la raó (càbala). Els hassidim són una branca del judaisme ultraortodox i apareixen a finals del segle xvii a l'Europa de l'Est, liderats pel rabí Baal Xem Tov. Els homes duen una vestimenta peculiar de color negre que té el seu origen en la indumentària de l'aristocràcia de la Polònia medieval. Aquesta vestimenta consisteix en: un barret negre que en xabbat sovint se substitueix per un barret gran ornamentat amb pells d'animals, una jaqueta llarga de color negre i una camisa blanca sense corbata i altres peculiaritats com la barba prominent i el cabell rapat amb rínxols que surten de les patilles i que s'anomenen peot. Aquesta vestimenta té dues raons de ser: en primer lloc, posa de manifest una actitud humil, ja que recorda que ells són menys que Déu i no els deixa sentir-se vanitosos; en segon lloc, és un senyal de dol pel temple que no serà reconstruït fins al retorn del Messies.

## Tal·lit
El tal·lit és un xal ritual amb el qual es cobreix diàriament l'home jueu en les seves oracions. Té quatre cantonades de les quals surten uns serrells anomenats tsitsit. Aquests serrells tenen 613 nusos, que corresponen als 613 preceptes de la Torà, anomenats mitsvot, dels quals 365 són prohibicions i 248 prescripcions. Hi ha un tal·lit més gran específic per la pregària, però ja que aquest manament va lligat al temps, s'ha de portar tsitsit durant tot el dia. Així, els jueus ortodoxes porten un tal·lit petit (el tal·lit qatan) permanentment sota la camisa.
| «                  | El Senyor digué a Moisès: -Comunica aquesta ordre als israelites: "Que ells i els seus descendents es facin un serrell a les vores dels mantells amb un fil de porpra violeta. Així, en veure aquest serrell, us recordareu de tots els meus manaments, els complireu i no us deixareu dominar pels desigs del vostre cor o dels vostres ulls que us portarien a la idolatria. Així recordareu i complireu tot el que jo us he manat, i viureu consagrats al vostre Déu. | » |
| — Nombres 15:37-40 | |   |

| «                   | Fes-te serrells a les quatre vores del mantell amb què et cobreixes. | » |
| — Deuteronomi 22:12 |                                                                      |   |

Tradicionalment, es teixia la llana del tal·lit amb ratlles negres (a vegades blanques. Segons el manament bíblic, s'ha d'incloure en els serrells un fil blau (en hebreu תכלת tekhélet). El diccionari de Wilhelm Gesenius explica que aquest color s'obtenia a partir d'un mol·lusc: el murex de les platges de Fenícia. S'obtenia un tint blau ceruli. També es defineix com a color violeta que seria entre blau i porpra D'aquí que la bandera d'Israel porti també dues franges blaves. El tsitsit es feia servir com a segell; després de llegir la Torà s'agafava el tsitsit i amb la mà es premia damunt del text sagrat, acte que significava imprimir la pròpia personalitat en la lectura de la Torà. El primer home que va fer-ho servir fou Judà.

## Filactèries (Tefil·lín)

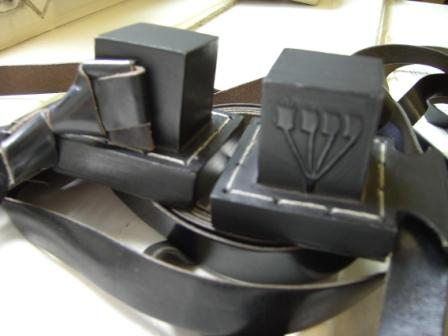
Tefilin.

Les filactèries o tefil·lín són dues capses de cuir negre que contenen inscrits en un pergamí quatre passatges de la Torà (quatre paraixot): 
- 1. Qaddeix Lí (Èxode 13:1-10): Conté el deure del poble jueu de recordar-se que ha estat alliberat de l'esclavitud d'Egipte.
- 2. Ve-hayà Ki Yeviakhà: (Èxode 13:11-16): A cada jueu s'imposa el deure d'ensenyar i transmetre aquesta obligació als seus fills.
- 3. Xemà (Deuteronomi 6:4-9): Afirma el principi de la Unicitat de Déu i el vincle mutu d'amor.
- 4. Ve-hayà Im Xamoa (Deuteronomi 11:13-21): Declara la responsabilitat de l'home vers Déu.

Els jueus es posen els tefil·lín cada dia. D'aquesta manera manifesten que tot l'ésser està vinculat amb Déu : la intel·ligència (la filactèria posada enmig del front), els sentiments i accions (la filactèria lligada sobre el braç i posada enfront del cor). Cada home es posa les filactèries a partir dels 13 anys. Hi ha el costum d'habituar el noi algunes setmanes abans de tenir aquesta edat. Tothom es posa els tefil·lín cada dia, excepte el dissabte i les Festes, sobre el braç esquerre i enmig del front; ambdues parts del cos han d'estar nues (els esquerrans han de tenir el permís especial d'un rabí per posar-se'l en el braç dret). Després es lliga la tira de cuir enrotllant-la dues vegades sobre la capsa de manera que formi la lletra xin, que fa referència a la paraula Xadday que és una forma d'anomenar Déu a l'Antic Testament. S'han de dur principalment al principi de la pregària del matí, però si no ha estat possible es pot posar més tard, sempre abans de la posta del sol.
Les tires de cuir, tant les del cap com les del braç, han de tenir sempre la part negre cap a l'exterior. Aquest ritu de posar-se els tefil·lín s'ha de fer amb respecte i mai pot ser interromput. Els tefil·lín han de ser verificats per una persona qualificada almenys dues vegades en set anys.
Des de fa gairebé 1500 anys la Torà oral va ser transmesa de mestre a deixeble i, per tant, tots els manaments de la Torà es compleixen des d'aquest moment.

## Mezuzà

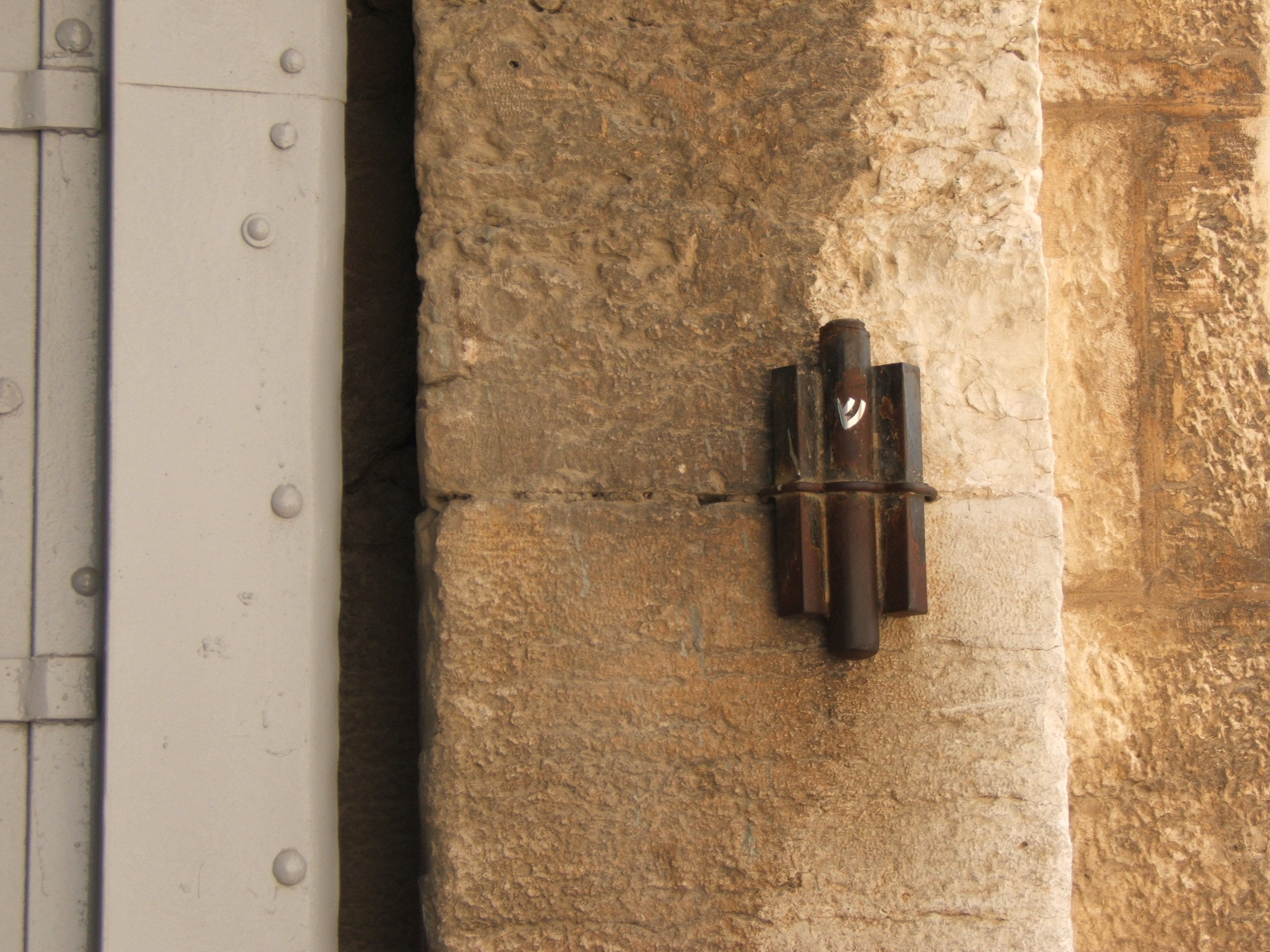
Una mezuzà a una casa de Jerusalem.

A l'entrada de la casa jueva, en un racó apropiat, es guarda la mezuzà, estoig que conté un pergamí on es recorda que Déu és omnipresent i vigila tots els actes dels homes. Aquest sentiment de la proximitat de Déu es reflecteix en una sèrie de normes estrictes que regeixen la vida quotidiana dels jueus.

## Menorà

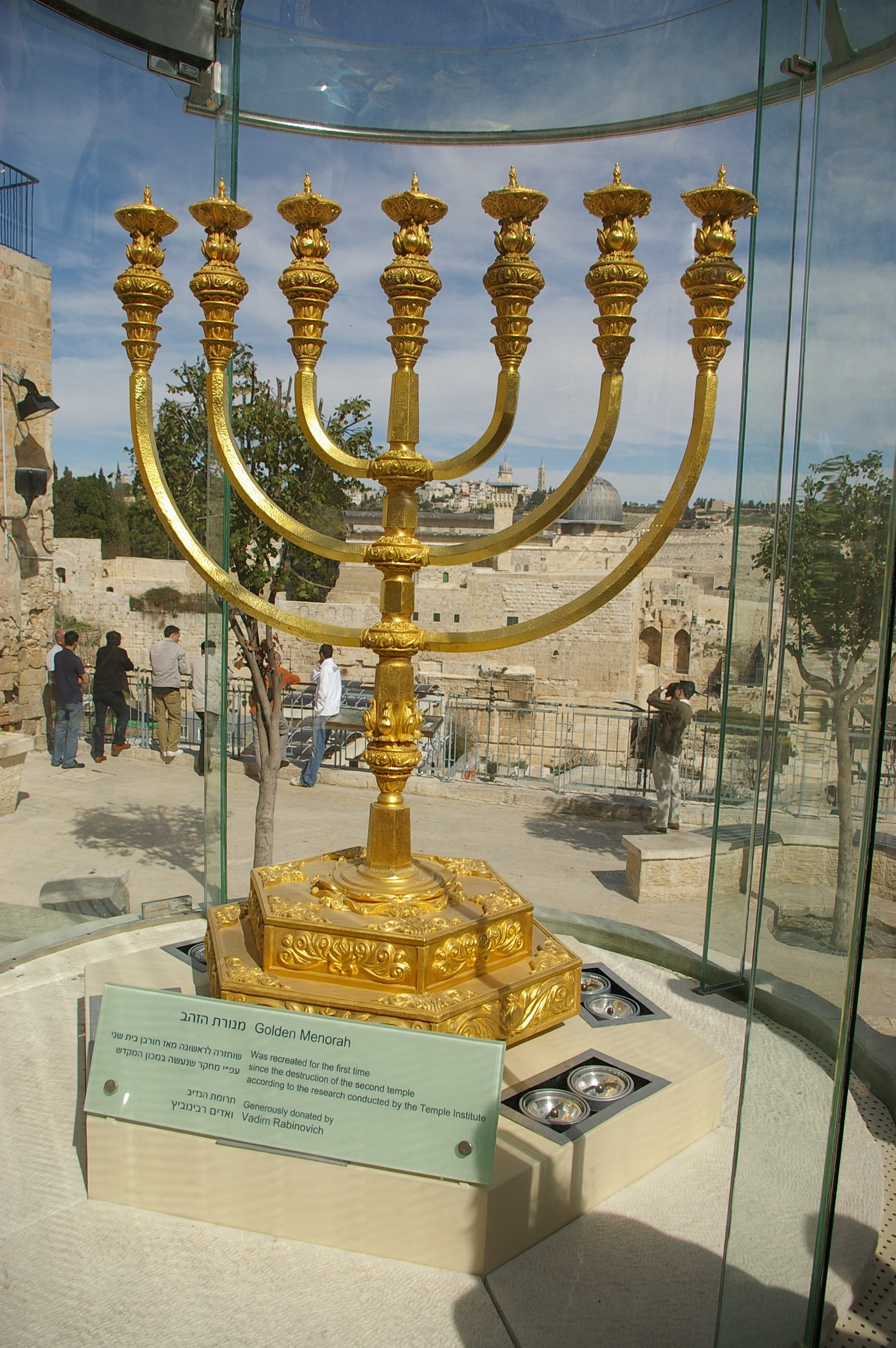
Una rèplica de la menorà que es trobava a l'entrada del temple de Jerusalem.

La Menorà és un canelobre de set braços que tradicionalment estava a l'entrada del Sancta sanctorum vetllant l'Arca de l'Aliança. Simbòlicament cada un d'aquests set braços correspon a cada un dels set dies de la Creació.

## Hanukkiyyà

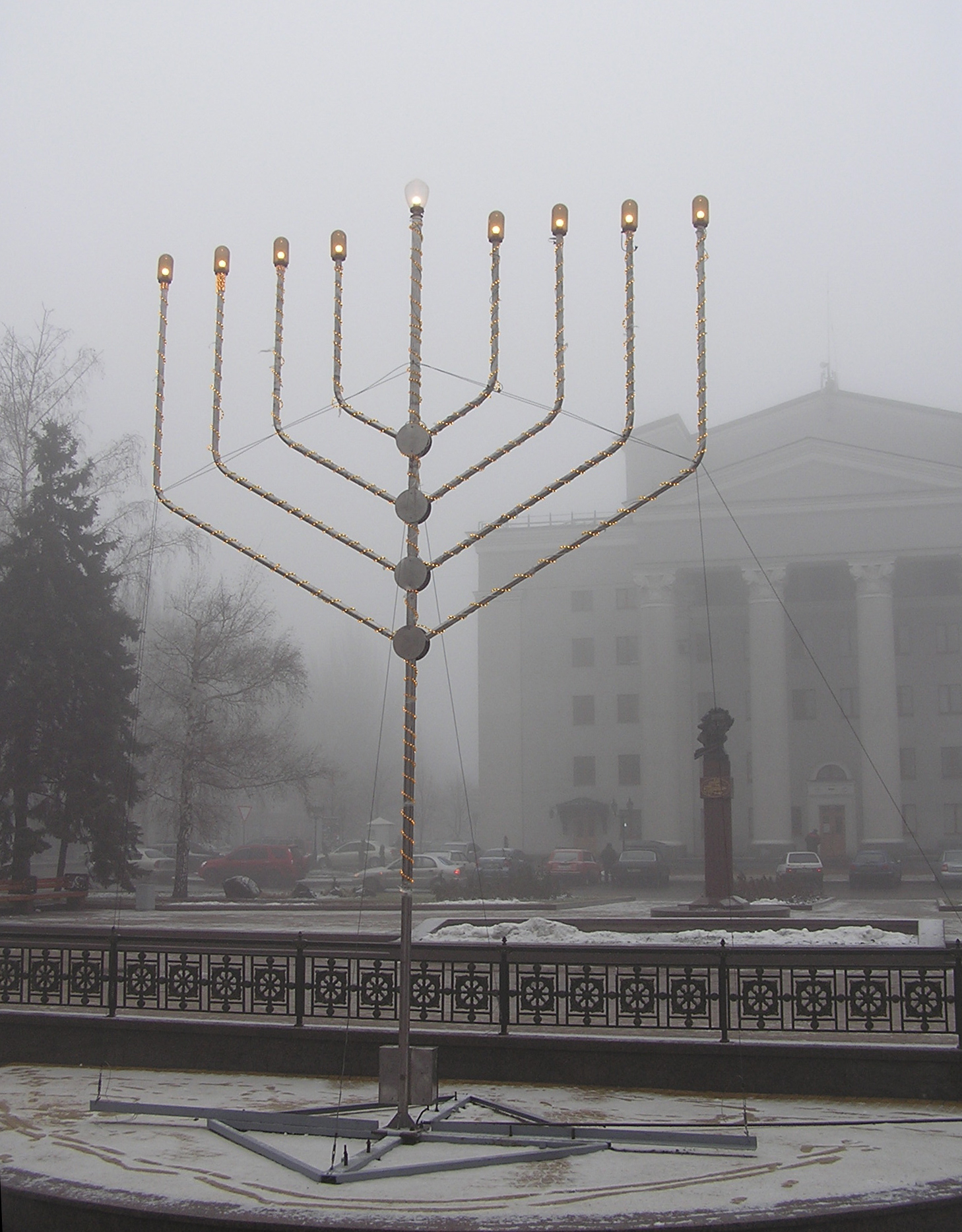
Una Hanukkiyyà.

Una hanukkiyyà és un canelobre de nou braços que es fa servir durant la festa de Hanukkà, festa de la llum o dedicacions (25 de Quisleu, novembre-desembre). L'origen d'aquesta festa es remunta al segle ii aC en època d'Antíoc IV Epífanes, el qual va atemptar amb el més sagrat del judaisme: el Temple i el monoteisme religiós. Davant de la resistència dels jueus a acceptar l'hel·lenització va arribar a prohibir els sacrificis en el Temple, la pràctica del dissabte, la circumcisió i els llibres sagrats, ordenà la construcció de temples a divinitats gregues i en el mateix temple de Jerusalem va fer aixecar un altar a Zeus Olímpic. L'any 164 Judes Macabeu conquereix de nou Jerusalem, és purificat el Temple i es reprenen els sacrificis. Aquesta purificació va durar vuit dies que són les vuit espelmes que es troben als extrems del canelobre i la del mig rep el nom d'espelma servidora, ja que és la que encén les restants. Segons el Talmud es va alimentar el canelobre durant tota una setmana amb unes poques gotes d'oli, que només haguessin servit per unes hores. Es va enviar a buscar més oli per il·luminar el canelobre i van trigar una setmana. Durant tota aquesta setmana l'oli no es va acabar i és per això que la festa dura vuit dies.